# Melanargia mosleyi
Melanargia mosleyi är en fjärilsart som beskrevs av Charles Oberthür 1909. Melanargia mosleyi ingår i släktet Melanargia och familjen praktfjärilar. Inga underarter finns listade i Catalogue of Life.